# Pardosa odenwalli
Pardosa odenwalli là một loài nhện trong họ Lycosidae.
Loài này thuộc chi Pardosa. Pardosa odenwalli được Sternbergs miêu tả năm 1979.